# Copris excisus
Copris excisus là một loài bọ cánh cứng trong họ Bọ hung (Scarabaeidae).